# Magdalena Bičíková
Magdalena Bičíková (* 17. listopadu 1968, Praha, Československo) je česká PR manažerka a tisková mluvčí.

## Život
V dětství hrála v řadě televizních pohádek a filmů. Moderovala dětský televizní pořad Rozmarýnek, který střídavě uváděla se Štěpánkou Haničincovou. Vystudovala Gymnázium Na Zatlance a následně žurnalistiku na Karlově univerzitě a později i filmovou vědu na FFUK. Psala filmové recenze, rozhovory a reportáže do novin a časopisu Cinema a Kinorevue, později propagovala české filmy Kolja, Pelíšky, Tmavomodrý svět, Výlet a další.
Od roku 2002 do roku 2012 byla mluvčí a PR manažerkou Letních shakespearovských slavností, které patří k největším open-air divadelním přehlídkám v Evropě. Jako PR specialistka nyní organizuje mediální tréninky a kurzy komunikace a stará se o publicitu mnoha firem a institucí, mj. třeba Švandova divadla v Praze. Téměř dvacet let působila také jako programová poradkyně MFF Karlovy Vary.

## Filmografie
- Já nechci být víla – 1984
- Červánková královna – 1982
- Jak Jaromil ke štěstí přišel 1982
- To se ti povedlo, Julie – 1982
- Předeme, předeme zlatou nitku – 1981
- V podstatě jsme normální – 1981
- Pátek není svátek – 1979
- Jablíčko se dokoulelo – 1977
- Čestné kolo – 1973